# Письмена Бога
«Письмена Бога» (в переводе Ю. Стефанова; название в переводе Ю. Ванникова — «Послание Бога»; оригинальное название на испанском: «La Escritura del Dios») — рассказ Хорхе Луиса Борхеса. Впервые был опубликован в журнале «Юг» в феврале 1949 года, а позже вошел в сборник «Алеф».

## Краткое содержание
Сюжет повествует о последнем ацтекском служителе культа по имени Тсинакан, заключённом в темницу после того, как его храм сжёг Педро де Альварадо. Тсинакан ищет способ, которым Бог мог бы передать свои письмена всемогущества тому, кто способен их прочесть. Полагая, что письмена должны были оставаться непрочитанными в течение долгого времени, Тсинакан искал вечный носитель и в конце концов отыскал его в виде рисунка на шкуре ягуара, сидящего в соседней темнице.
Тсинакан использует редкие минуты, когда люк темницы открывается для кормления зверя, и в конце концов расшифровывает письмена, состоящие, по свидетельству автора, всего из 14 слов. В процессе расшифровки он также понимает смысл бытия и секреты устройства вселенной. Однако слова всемогущества так и остаются тайной для читателя: Тсинакан отказывается произносить их. «Кто видел эту вселенную, кто постиг пламенные помыслы вселенной, не станет думать о человеке, о жалких его радостях и горестях, даже если он и есть тот самый человек… вернее сказать — был им», — объясняет он.